# John Egerton, III conte di Bridgewater
John Egerton, III conte di Bridgewater (Canterbury, 9 novembre 1646 – Canterbury, 19 marzo 1701), è stato un militare britannico.

## Biografia
Era figlio di John Egerton, II conte di Bridgewater, e di sua moglie, Lady Elizabeth Cavendish, figlia di William Cavendish, I duca di Newcastle.

## Carriera
Egerton prestò servizio come membro del Parlamento per il Buckinghamshire come Whig (1685-1686). Servì anche come Lord luogotenente del Buckinghamshire dopo la morte di suo padre nel 1686, ma fu licenziato dopo il suo primo periodo in carica dal re Giacomo II per essersi rifiutato di produrre un elenco di cattolici romani che avrebbero servito come ufficiali della milizia. Successivamente fu reintegrato nella posizione quando Guglielmo III salì al trono e Giacomo II fu costretto all'esilio.
Servì come President of the Board of Trade (1690–1691). Fu promosso al gabinetto come Primo Lord dell'Ammiragliato (1699-1700).
Fu scelto come presidente della Camera dei Lord nel 1697 e poi di nuovo nel 1701.

## Matrimoni

### Primo Matrimonio
Sposò, il 17 novembre 1664 a Londra, Elizabeth Cranfield (1648-1668), figlia di James Cranfield, II conte di Middlesex. Ebbero un figlio:
- John Cranfield (11 gennaio 1668-31 marzo 1670)

### Secondo Matrimonio
Sposò, il 2 aprile 1673 a Londra, Jane Paulet (1656-23 maggio 1716), figlia di Charles Paulet, I duca di Bolton. Ebbero nove figli:
- Charles Egerton, visconte Brackley (7 maggio 1675-aprile 1687)[1];
- Lady Mary Egerton (14 maggio 1676-11 aprile 1704), sposò William Byron, IV barone Byron
- Thomas Egerton (15 agosto 1679-aprile 1687)[1];
- Scroop Egerton, I duca di Bridgewater (11 agosto 1681-11 gennaio 1744/5);
- William Egerton (1684-1732), sposò Anna Maria Saunders, ebbero una figlia;
- Henry Egerton, vescovo di Hereford (10 febbraio 1689-1 aprile 1746), sposò Elizabeth Adriana Bentinck, ebbero due figli;
- John Egerton (?-1707);
- Charles Egerton (?-7 novembre 1725), sposò Catherine Greville;
- Lady Elizabeth Egerton (?-18 febbraio 1735), sposò Thomas Catesby Paget, ebbero un figlio.

## Ascendenza
|                                                  |                   |                                      | Genitori                         |  |  | Nonni |  |  | Bisnonni                            |  |  | Trisnonni       |  |
|                                                  |                   |                                      |                                  |  |  |       |  |  | Thomas Egerton, I visconte Brackley |  |  | Richard Egerton |  |
|                                                  |                   |                                      |                                  |  |  |       |  |  | Thomas Egerton, I visconte Brackley |  |  | Richard Egerton |  |
|                                                  |                   | Alice Sparke                         |                                  |  |  |       |  |  | Thomas Egerton, I visconte Brackley |  |  |                 |  |
| John Egerton, I conte di Bridgewater             |                   |                                      |                                  |  |  |       |  |  | Thomas Egerton, I visconte Brackley |  |  |                 |  |
|                                                  |                   | Elizabeth Ravenscroft                | Thomas Ravenscroft               |  |  |       |  |  |                                     |  |  |                 |  |
|                                                  |                   | Elizabeth Ravenscroft                | Thomas Ravenscroft               |  |  |       |  |  |                                     |  |  |                 |  |
|                                                  |                   | Elizabeth Ravenscroft                | Catharine Grosvenor              |  |  |       |  |  |                                     |  |  |                 |  |
| John Egerton, II conte di Bridgewater            |                   | Elizabeth Ravenscroft                |                                  |  |  |       |  |  |                                     |  |  |                 |  |
|                                                  |                   | Ferdinando Stanley, V conte di Derby | Henry Stanley, IV conte di Derby |  |  |       |  |  |                                     |  |  |                 |  |
|                                                  |                   | Ferdinando Stanley, V conte di Derby | Henry Stanley, IV conte di Derby |  |  |       |  |  |                                     |  |  |                 |  |
|                                                  |                   | Ferdinando Stanley, V conte di Derby | Margaret Clifford                |  |  |       |  |  |                                     |  |  |                 |  |
| Frances Stanley                                  |                   | Ferdinando Stanley, V conte di Derby |                                  |  |  |       |  |  |                                     |  |  |                 |  |
|                                                  |                   | Alice Spencer                        | John Spencer                     |  |  |       |  |  |                                     |  |  |                 |  |
|                                                  |                   | Alice Spencer                        | John Spencer                     |  |  |       |  |  |                                     |  |  |                 |  |
|                                                  |                   | Alice Spencer                        | Katherine Kitson                 |  |  |       |  |  |                                     |  |  |                 |  |
| John Egerton, III conte di Bridgewater           |                   | Alice Spencer                        |                                  |  |  |       |  |  |                                     |  |  |                 |  |
|                                                  | Charles Cavendish | William Cavendish                    |                                  |  |  |       |  |  |                                     |  |  |                 |  |
|                                                  | Charles Cavendish | William Cavendish                    |                                  |  |  |       |  |  |                                     |  |  |                 |  |
|                                                  | Charles Cavendish | Bess Hardwick                        |                                  |  |  |       |  |  |                                     |  |  |                 |  |
| William Cavendish, I duca di Newcastle-upon-Tyne | Charles Cavendish |                                      |                                  |  |  |       |  |  |                                     |  |  |                 |  |
|                                                  |                   | Catherine Ogle, VIII baronessa Ogle  | Cuthbert Ogle, VII barone Ogle   |  |  |       |  |  |                                     |  |  |                 |  |
|                                                  |                   | Catherine Ogle, VIII baronessa Ogle  | Cuthbert Ogle, VII barone Ogle   |  |  |       |  |  |                                     |  |  |                 |  |
|                                                  |                   | Catherine Ogle, VIII baronessa Ogle  | Catherine Carnaby                |  |  |       |  |  |                                     |  |  |                 |  |
| Elizabeth Cavendish                              |                   | Catherine Ogle, VIII baronessa Ogle  |                                  |  |  |       |  |  |                                     |  |  |                 |  |
|                                                  |                   | William Bassett                      | William Basset                   |  |  |       |  |  |                                     |  |  |                 |  |
|                                                  |                   | William Bassett                      | William Basset                   |  |  |       |  |  |                                     |  |  |                 |  |
|                                                  |                   | William Bassett                      | Elizabeth Fitzherbert            |  |  |       |  |  |                                     |  |  |                 |  |
| Elizabeth Basset                                 |                   | William Bassett                      |                                  |  |  |       |  |  |                                     |  |  |                 |  |
|                                                  |                   | Judith Austen                        | Thomas Austen                    |  |  |       |  |  |                                     |  |  |                 |  |
|                                                  |                   | Judith Austen                        | Thomas Austen                    |  |  |       |  |  |                                     |  |  |                 |  |
|                                                  |                   | Judith Austen                        | Eleanor Sebright                 |  |  |       |  |  |                                     |  |  |                 |  |
|                                                  |                   | Judith Austen                        |                                  |  |  |       |  |  |                                     |  |  |                 |  |